# قاي بروير
قاي بروير هو سياسي أمريكي، ولد في 27 يناير 1904 في جورجيا في الولايات المتحدة، وتوفي في 31 أكتوبر 1978 في نيويورك في الولايات المتحدة. نشط حزبياً في الحزب الديمقراطي. وقد انتخب عضو جمعية ولاية نيويورك ‏.